# Santa Maria (Oliver Onions)
Santa Maria è un album degli Oliver Onions pubblicato dalla Kangaroo Team Records il nove novembre 1979.

## Descrizione
L'album contiene per la prima volta brani completamente inediti e tutti in lingua italiana, non pubblicati in precedenza per le colonne sonore. 
Per lanciare l'album fu estratto globalmente il singolo Santamaria/Notte notte, che in Germania ottenne un clamoroso successo entrando nella top twenty dei singoli più venduti il 4 maggio 1980, toccando il picco massimo del primo posto per sei settimane consecutive e rimanendo in classifica per trenta settimane consecutive risultando il quarto singolo più venduto dell'anno in Germania.
Per il mercato tedesco furono pubblicati altri due singoli: Tomorrow is today/Lucy Ann e Lulù/La notte finirà.
Il disco è stato pubblicato in Italia ed Uruguay nel novembre del 1979. Per il mercato italiano è uscito in un'unica edizione in LP su etichetta Kangaroo Team records, distribuito dalla RCA Italiana con numero di catalogo KTRL 13902. Per il mercato uruguaiano invece è stato distribuito dalla RCA Victor.
Nel corso del 1980 l'album è stato commercializzato anche in Germania e Austria dall'etichetta Polydor, in Francia ed Olanda dalla EMI ed in Colombia dalla RCA Victor.
L'album non è mai stato pubblicato in CD, come download digitale e sulle piattaforme streaming.

## Formazione
- Guido e Maurizio De Angelis – voce, arrangiamenti, autori delle musiche, cori
- Cesare De Natale – produttore, autore dei testi, cori
- Leonie Gane – testi
- Susan Duncan Smith – testi

## Tracce
1. Santamaria – 4:04
2. La Scommessa – 4:04
3. La Notte Finirà – 4:07
4. Lucy Ann – 4:12
5. Concerto Rock – 4:00
6. Zingara Nera E Sincera – 3:34
7. Superdonna – 5:24
8. Passa Parola – 4:23
9. Ragù – 3:47
10. Notte Notte – 3:52